# Bredmossen, Hammarland
Bredmossen är en myr i byn Bovik i Hammarland på Åland. Vatten  rinner via ett dike från myrens norra del via naturreservatet Ängessjö ut i havet i Mjölkviken i Sandviksfjärden. Vatten från de södra och västra delarna rinner söderut via den igenlagda odlingmarken Långhagen mot Trutvik träsk och vidare ut i havet i Marsund.
Bredmossen är ett 29 hektar stort kärrmyrkomplex och består till största delen av ett kärr. Det över en meter djupa området i kärret uppmättes år 2006 till 2 hektar.
Bredmossen var en gång i tiden en havsvik som avsnördes till en sjö och igenväxning av den uppkomna sjön fortgick.